# Sarakap
Sarakap (en arménien Սարակապ) est une communauté rurale du marz de Shirak en Arménie. En 2008, elle compte 616 habitants.